# Souleymanou Hamidou
Souleymanou Hamidou (Mokolo, Región del Extremo Norte, 22 de noviembre de 1973) es un exfutbolista camerunés que jugaba de portero.

## Selección nacional
Fue internacional con la selección de su país. Formó parte de los planteles que participaron en las Copas Africanas de 2000 -de la cual Camerún se coronó campeón-, 2006, 2008 -subcampeón- y 2010.[cita requerida] En mayo de 2010 fue incluido dentro de la nómina provisional de 30 jugadores para representar a Camerún en la Copa Mundial del mismo año.

### Participaciones en Copa Africana
| Copa Africana | Sede          | Resultado        |
| ------------- | ------------- | ---------------- |
| 2000          | Ghana/Nigeria | Campeón          |
| 2006          | Egipto        | Cuartos de final |
| 2008          | Ghana         | Subcampeón       |
| 2010          | Angola        | Cuartos de final |

## Clubes
| Club              | País    | Año         |
| ----------------- | ------- | ----------- |
| Cotonsport Garoua | Camerún | ¿1996?-2000 |
| Çaykur Rizespor   | Turquía | 2000-2003   |
| Denizlispor       | Turquía | 2003-2008   |
| Kayserispor       | Turquía | 2008-2011   |

## Palmarés

### Copas internacionales
| Título        | Equipo               | Sede          | Año  |
| ------------- | -------------------- | ------------- | ---- |
| Copa Africana | Selección de Camerún | Ghana/Nigeria | 2000 |